# 115801 Punahou
115801 Punahou è un asteroide della fascia principale. Scoperto nel 2003, presenta un'orbita caratterizzata da un semiasse maggiore pari a 2,3990708 UA e da un'eccentricità di 0,1502782, inclinata di 0,62754° rispetto all'eclittica.